# Mapleton, Utah
Mapleton är en ort i Utah County i Utah. Vid 2010 års folkräkning hade Mapleton 7 979 invånare.